# Sanningens ögonblick (TV-program)
Sanningens ögonblick är ett svenskt gameshowprogram från 2008 och sändes på Kanal 5. Programmet är baserat på det internationella programformatet Nada más que la verdad. Programledaren är Pontus Gårdinger.
I programmet utmanas vanliga människor att våga svara så som en lögndetektor tycker att man borde svara - och få chansen att vinna en halv miljon kronor. För att få vinstsumman krävs det att man har modet att besvara alla 21 frågor helt sanningsenligt och att man vågar avslöja sina innersta känslor och största hemligheter.
Den förste som klarade samtliga frågor var "Tommy" i säsong 3, avsnitt 6. 
Säsong 1 sändes under våren 2008. Säsong 2 sändes under hösten 2008. Säsong 3 sändes under våren 2009.